# Indexikalita
Indexikalita (z lat. index = ukazatel, návěští, rejstřík) je termín fenomenologické sociologie, kterým se označuje ontologický předpoklad, že všechny projevy společenského života, např. jazyk, činnost, interakce atd., mají tzv. indexikální charakter, tzn. že jejich význam je možno uchopit výhradně v daném situačním kontextu. Původ pojmu se váže k zakladateli pragmatismu a moderní sémiotiky Charlesi S. Peircovi (10. září 1839 – 19. duben 1914). V sociologii se pojmem zabývá především etnometodologie, za jejíhož zakladatele je považován Harold Garfinkel (29. říjen 1917 – 21. duben 2011).
Podle indexikálního předpokladu si lze větu vyložit jen v souvislosti se situací, ve které byla pronesena. Indexikalita pracuje s „příležitostnými výrazy“ (indexikálními výrazy – „indexical expressions“), kterým nelze porozumět, pokud předem nevíme něco o souvislostech, jež se týkají situace, kontextu, nějakého předchozího vývoje nebo vztahu mezi člověkem, který hovoří a člověkem, jenž poslouchá (příkladem může být přátelství, soupeření atp.). Indexikální výrazy, jejich smysly a významy jsou tedy situačně vázány a nemohou být pochopeny bez znalostních předpokladů. V mezilidských rozhovorech, které jsou plné těchto nejasných a indexikálních výrazů, však nepůsobí tyto neurčitosti vážnější problémy a společnost je považuje za přijatelné.
Indexikální výrazy popisují předměty z pohledu jejich určitých a jedinečných vlastností, proto jsou vždy navázány na kontext. Na rozdíl od tzv. objektivních výrazů, které jsou používány především ve vědě a líčí obecné vlastnosti objektů. Předmět je tedy vnímán bez jakýchkoliv souvislostí. Někteří etnometodologové na základě této skutečnosti usuzují, že objektivní rysy sociálních faktů jsou objektivní jen proto, že jsou vyjádřeny v neindexikálních pojmech. Pojetí indexikality bylo později zobecněno i mimo oblast řečnických vyjádření.
S pojmem indexikalita je úzce spjat pojem reflexivita, který se v etnometodologii používá k vyjádření specifických vlastností popisů společenských situací.

## Indexikalita podle Charlese Sanderse Peirce
Indexikalitou se ve svém díle zabýval americký vědec, matematik a logik Charles Sanders Peirce. Je považován za zakladatele moderní sémiotiky, čili filosofické vědy o znakových systémech.
S pojmem index se setkáváme v jeho rozdělení znaků na základě toho, jak souvisí s objektem, jehož představu vyvolávají. Dalšími typy souvislostí mezi znakem a objektem jsou ikona a symbol.
- Ikona – souvislost na základě analogie. Reprezentuje objekt co nejpodobněji, její typickou vlastností je však právě to, že je nedokonalá.[3] Pokud by ikona byla dokonalým vyobrazením objektu, jednalo by se totiž o objekt samotný. Příkladem ikony by mohl být malovaný obraz.
- Symbol – souvislost na základě konvencí a zvyklostí. Sám o sobě symbol nemusí mít s objektem nic společného, ale význam je mu přiřazen až na základě domluvy, zvyklosti či tradice. Typickým symbolem je samo slovo, které reálnou podobu s objektem nemá, ale vyvolává jeho okamžitou představu.
- Index – přirozená (reálná) souvislost. Podle Peirce index slouží k tomu, aby k objektu přivolal pozornost.[3] Pokud je mezi indexem a jeho objektem přímý kauzální vztah, nazývá se takový index činidlem. Takový index je ovlivňován a modifikován proměnami objektu a je také jediný, díky kterému můžeme jistě vyvozovat závěry o objektu samotném.

## Indexikalita v etnometodologii Harolda Garfinkela
Pojem indexikality se váže zejména k etnometodologii, jejímž zakladatelem je Harold Garfinkel. Garfinkel se ve své etnometodologii studuje metody, jež lidé užívají při každodenním porozumění sociálnímu životu, indexikalita patří mezi hlavní koncepce tohoto směru.
Indexikalita je základní podmínkou komunikace, vyjadřuje možnost pochopit význam projevu společenského života (např. jazyka, činnosti, interakce …) pouze v určitém situačním kontextu. Garfinkel pojmem indexikalita nazývá automatickým předpokladem, že nám bude rozuměno, jelikož předpokládáme shodu významů. Vyjadřuje tedy skutečnost, že smysl slov vyplývá z jejich vztahu k ostatním slovům a z kontextu, v němž jsou užita. K pochopení sdělení je rovněž nutno znát souvislost se situací, ve které vznikla.
Podle Garfinkela je indexikalita téměř univerzální vlastností lidské komunikace a považuje ji za užitečnou, jelikož při jednání ztělesňuje naše běžné praktické vědomí.